# Johann Jacob Lauk
Johann Jacob Lauk (seit 1861: von Lauk) (* 10. Juli 1804 in Thüngersheim; † 1862 in München) war ein deutscher Richter und Politiker.

## Leben
Lauk war der Sohn eines Bäckers und Weinhändlers. Er war katholischer Konfession. Von 1822 bis 1827 studierte er Rechtswissenschaften und Philosophie in Würzburg und Heidelberg. 1827 wurde er in Würzburg zum Dr. jur. promoviert. Zwischen 1827 und 1832 arbeitete er als a.o. Professor der Rechte in Würzburg. Von 1832 bis 1838 war er Akzessist, von 1838 bis 1841 Regierungsassessor und Fiskaladjunkt und von 1841 bis 1843 Fiskalrat (Oberberg- und Salinenrat) in München. Zwischen 1841 und 1843 war er auch Honorarprofessor an der Universität München. Ab 1843 war er Oberappellationsgerichtsrat und von 1853 bis 1859 auch Mitglied des oberberggerichtlichen Senats in München.

## Politik
Vom 21. März 1849 (für Andreas Bernhard Quante) bis zum 29. Mai 1849 vertrat er den Wahlkreis 1. Unterfranken (Arnstein) in der Frankfurter Nationalversammlung. Im Parlament blieb er fraktionslos und stimmte überwiegend mit dem Linken Zentrums. Er gehörte zu den Abgeordneten, die gegen die Wahl Friedrich Wilhelms IV. zum Kaiser der Deutschen stimmten.
Von 1859 bis 1861 gehörte er für den Wahlbezirk München/Obb der Kammer der Abgeordneten des Bayerischen Landtags an. Im Landtag war er Mitglied im Ausschuss für den Antrag des Abgeordneten Umbscheiden „die Amtsführung des k. Generalstaatsprokurators der Pfalz betr.“ (20. September 1861), dem Ausschuss zur Beratung des vom Abgeordneten Dr. Völk gestellten Antrags „Die Stellung Bayerns zur Verfassungsangelegenheit des Kurfürstenthums Hessen“ (28. Januar 1861) und dem I. Ausschuss für Gegenstände der Justiz an.

## Werke
Er war Verfasser juristischer Schriften (u. a. „Gewährleistung bei Viehveräußerung“, 1859).